# Jenggawur (Pangkah)
Jenggawur is een bestuurslaag in het regentschap Tegal van de provincie Midden-Java, Indonesië. Jenggawur telt 2392 inwoners (volkstelling 2010).